# Chaetodon lunula
Chaetodon lunula е вид бодлоперка от семейство Chaetodontidae. Видът не е застрашен от изчезване.

## Разпространение и местообитание
Разпространен е в Австралия (Лорд Хау), Американска Самоа, Бангладеш, Британска индоокеанска територия, Вануату, Виетнам, Гуам, Йемен, Индия (Андамански и Никобарски острови), Индонезия, Камбоджа, Кения, Кирибати (Феникс), Китай, Коморски острови, Мавриций, Мадагаскар, Майот, Малайзия, Малдиви, Малки далечни острови на САЩ (Атол Джонстън, Лайн, Остров Бейкър, Уейк и Хауленд), Маршалови острови, Мианмар, Микронезия, Мозамбик, Науру, Ниуе, Нова Каледония, Оман, Остров Норфолк, Остров Рождество, Острови Кук, Палау, Папуа Нова Гвинея, Питкерн, Провинции в КНР, Реюнион, Самоа, САЩ (Хавайски острови), Северни Мариански острови, Сейшели, Сингапур, Соломонови острови, Сомалия, Тайван, Тайланд, Танзания, Токелау, Тонга, Тувалу, Уолис и Футуна, Фиджи, Филипини, Френска Полинезия, Френски южни и антарктически територии (Нормандски острови), Шри Ланка, Южна Африка, Южна Корея и Япония.
Обитава крайбрежията и скалистите дъна на океани, морета, лагуни, рифове и реки в райони с тропически климат. Среща се на дълбочина от 0,3 до 150 m, при температура на водата от 22,4 до 29,3 °C и соленост 34,1 – 36,2 ‰.

## Описание
На дължина достигат до 20 cm.
Продължителността им на живот е около 9 години. Популацията на вида е стабилна.